# Accademia Navale

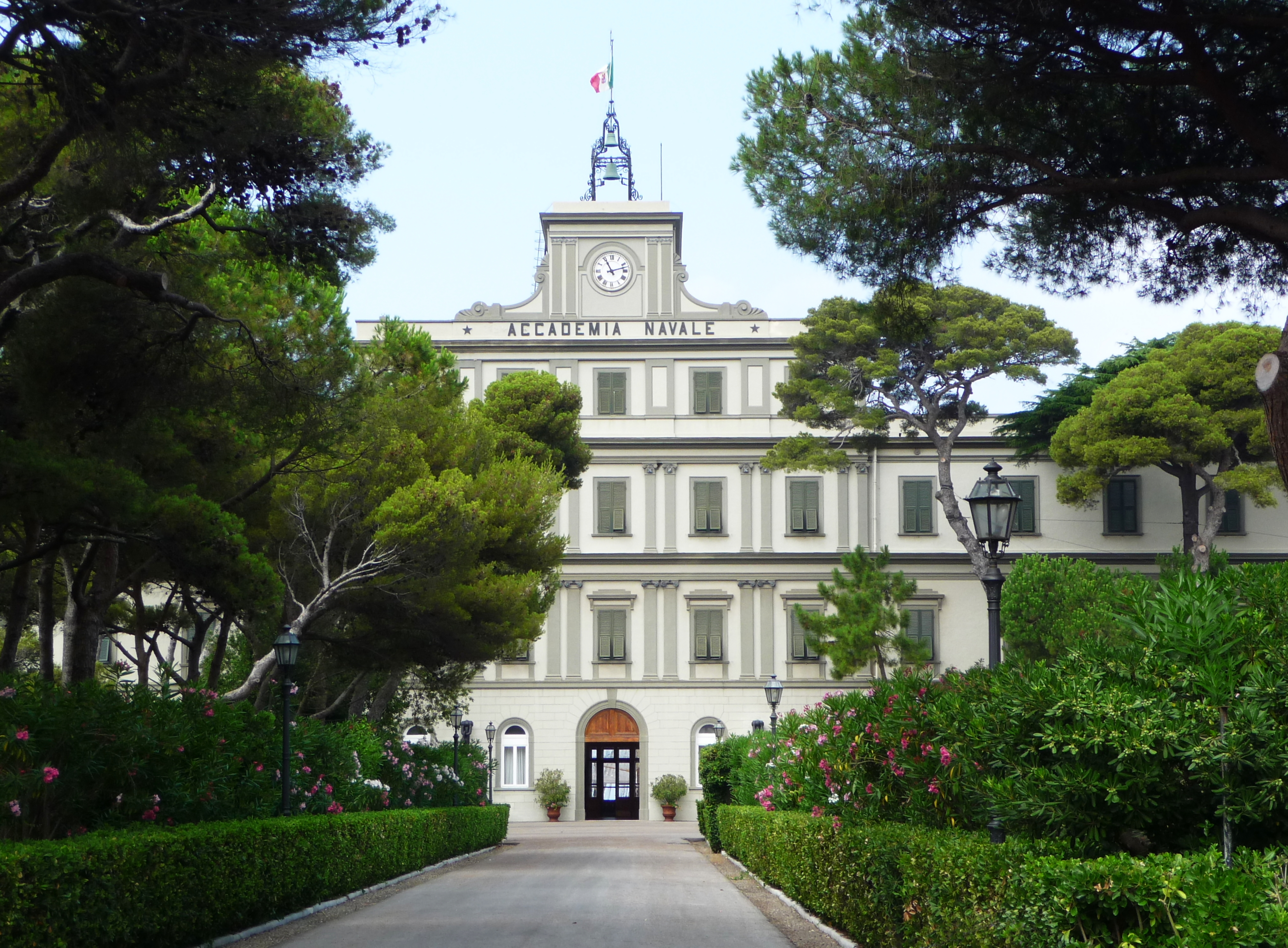
Hauptgebäude der Marineakademie Livorno

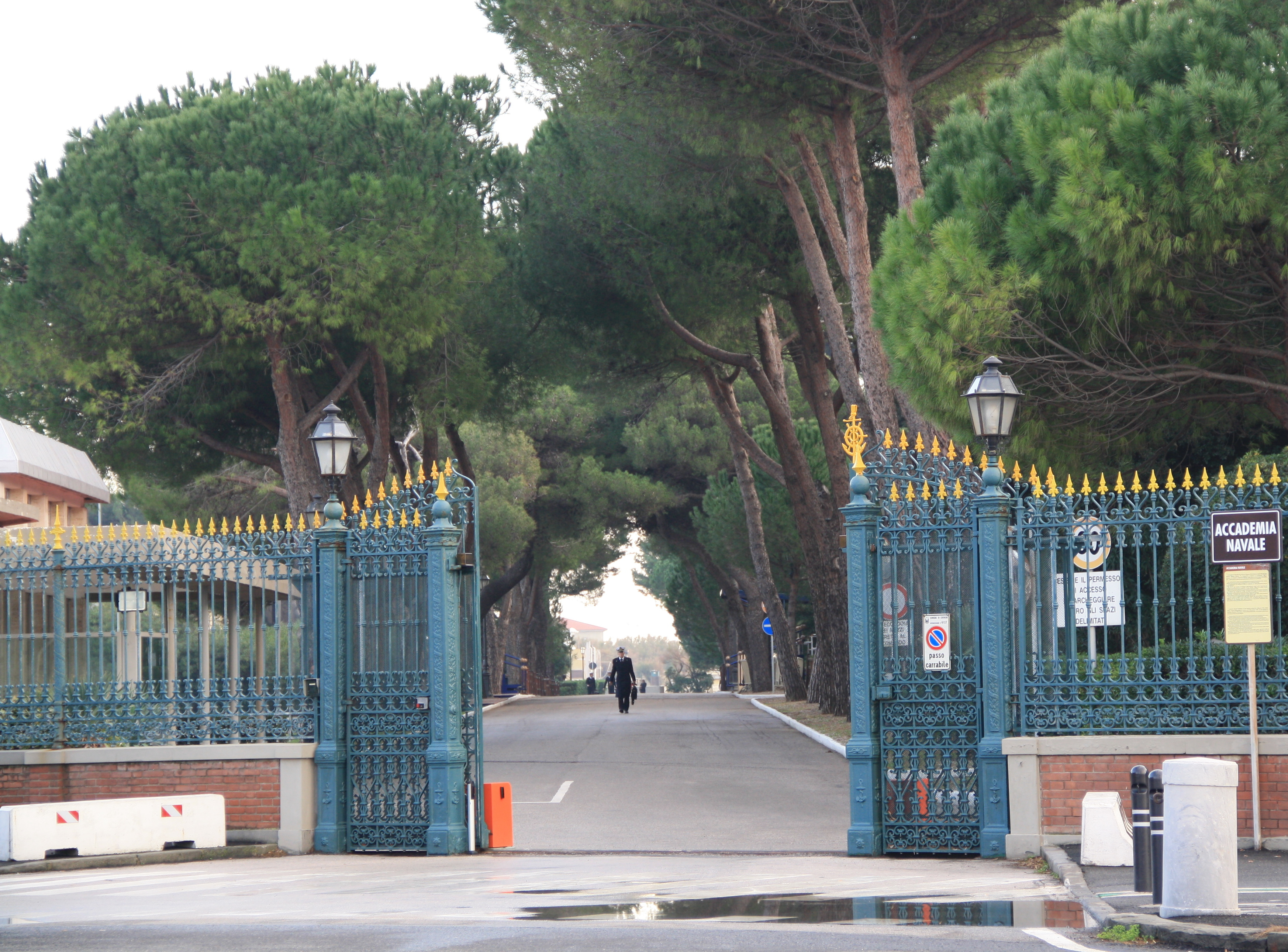
San-Jacopo-Eingang der Marineakademie

Die Accademia Navale (deutsch Marineakademie) ist eine 1881 gegründete militärische Einrichtung in Livorno, an der angehende Offiziere der italienischen Marine und der italienischen Küstenwache ausgebildet werden.

## Ausbildungsrichtungen
Marineoffizieranwärter absolvieren grundsätzlich eine dreijährige Hochschulausbildung an der Marineakademie, die weitere Hochschulausbildung richtet sich nach der angestrebten Verwendung. Der Lehrbetrieb wurde nach dem Bologna-Prozess ausgerichtet. Die Ausbildung in den ersten drei Jahren (Bachelor) ist auf die militärische Seefahrt ausgerichtet. Offizieranwärter des technischen Bereichs (Genio Navale, Armi Navali) studieren Ingenieurwissenschaften mit dem Schwerpunkt Schiffbau und Telekommunikation. Angehörige des Corpo di Commissariato (Verwaltungsbereich der Marine) und der Guardia Costiera (Küstenwache) studieren Rechtswissenschaften und Verwaltungswesen mit Schwerpunkt Seerecht, Angehörige des Sanitätsdienstes Medizin.
Die Ausbildung der angehenden Offiziere des seemännischen Führungsdienstes wurde 2012 von fünf auf drei Jahre reduziert und praxisorientierter gestaltet. Nach Abschluss ihrer dreijährigen Ausbildung an der Marineakademie sowie weiteren Fach- und Systemausbildungen treten sie ihren Dienst an und absolvieren erst einige Jahre später einen Masterstudiengang. Bei den angehenden Offizieren der Küstenwache und des Verwaltungsdienstes ist es bei der durchgehenden fünfjährigen Ausbildung an der Marineakademie geblieben. Die Offizieranwärter des technischen Dienstes absolvieren einschließlich praxisorientierter Anteile vier Ausbildungsjahre an der Marineakademie und wechseln dann an zivile Universitäten in Pisa, Genua, Neapel oder Triest, wo sie ihr Studium nach insgesamt fünf Jahren mit einem Master beenden können. Bei den angehenden Sanitätsoffizieren erfolgt die Ausbildung bereits ab dem dritten Jahr in Zusammenarbeit mit der Universität Pisa.
Die seemännische Ausbildung findet, von kürzeren Abschnitten abgesehen, vor allem von Juli bis September statt. Die Anwärter des ersten Jahres segeln auf dem bekannten Schulschiff Amerigo Vespucci, die des zweiten Jahres werden in der Regel auf der San Giusto oder auf anderen Schiffen ausgebildet. Später finden Praktika auf Kriegsschiffen statt. Für andere Ausbildungsabschnitte stehen kleinere Segelschiffe oder Boote bereit.
Bei Bedarf stellt die italienische Marine Hochschulabsolventen bestimmter Fachrichtungen als Offiziere auf Zeit ein. Diese erhalten an der Marineakademie eine etwa dreimonatige militärspezifische Ausbildung. Es folgt eine etwa viermonatige praktische Einweisung in den jeweiligen Arbeitsbereich und dann der Beginn des normalen Dienstes. Später können diese Offiziere Berufssoldaten werden.
Die Marineakademie bietet auch etliche Fortbildungskurse an. Die organisatorisch selbständige Admiralstabsausbildung wurde schon vor einigen Jahren ausgelagert.

## Geschichte
Die Accademia Navale verdankt ihr Bestehen der Arbeit des Admirals Benedetto Brin. Als Marineminister verfügte er die Zusammenlegung der Marineschulen von Neapel und Genua, die schon vor der Einigung Italiens die Offiziere der Marinen der Königreiche Neapel und Sardinien-Piemont ausgebildet hatten (die Schule in Neapel war 1735 gegründet worden, die in Genua 1816 von Admiral Giorgio Des Geneys als Nachfolgerin der 1762 in Villafranca bei Nizza gegründeten Marineschule).
Die Marineakademie entstand Ende der 1870er Jahre unmittelbar südlich des Hafens von Livorno auf einem Grundstück, auf dem seit dem 17. Jahrhundert das Lazzaretto di San Jacopo stand. Die neue Akademie wurde am 6. November 1881 eingeweiht. Schon bald entwickelte sie sich zur besten und renommiertesten Offiziersschule Italiens. Über viele Jahrzehnte hinweg war sie jedoch auch wegen ihrer oft übertriebenen Disziplin und Härte bekannt. Im Jahr 1913 erweiterte man sie um das Areal des ehemaligen Lazzaretto di San Leopoldo. Von 1923 bis 1926 war in den Einrichtungen der Marineakademie auch die Offiziersschule der neuen italienischen Luftwaffe untergebracht. Bis Ende der 1990er Jahre befand sich hier auch die Führungsakademie der Marine, an der Admiralstabsoffiziere ausgebildet wurden. Sie hat heute ihren Sitz im Arsenal von Venedig.
Aus kriegsbedingten Gründen verlegte man die Marineakademie im Juli 1943 nach Venedig und dann nach Brindisi, wo sie bis 1946 verblieb. Nach alliierten Luftangriffen mussten einige Gebäude der Akademie in Livorno fast vollständig wiederaufgebaut werden. Bei dieser Gelegenheit kamen auch einige Neubauten und Erweiterungen hinzu. Insgesamt erstreckt sich die Akademie heute auf 215.000 Quadratmetern entlang eines Küstenabschnitts südlich des Hafens von Livorno.

## Schulschiffe

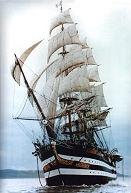
Amerigo Vespucci

Derzeit unterhält die italienische Marine folgende Schulschiffe:
- Amerigo Vespucci (A 5312) (Segelschulschiff, 4.146 t. max.)
- Palinuro (A 5311) (Segelschulschiff, 1.341 t. max.; Unteroffiziersausbildung)
- Corsaro II (A 5316) (Segelyacht, 47 t. max.)
- Stella Polare (A 5313) (w.o., Corsaro-Klasse)
- Orsa Maggiore (A 5323) (Segelyacht, 79,3 t. max.)
- Capricia (A 5322) (Segelyacht, 49,9 t. max.)
- Caroly (A 5302) (Segelyacht, 60 t max.)
- Chaplin (Segelyacht, 18 t max.)
- 4 zu Schulungszwecken umgebaute Minenräumboote der Aragosta-Ham-Klasse wurden zwischen dem 2. Oktober 2017 und dem 5. Dezember 2019 außer Dienst gestellt

Für die im zweiten Ausbildungsjahr stehenden Offizieranwärter wurde bis 2010 als großes Schulschiff in der Regel das Landungsschiff San Giusto oder eines seiner Schwesterschiffe genutzt. Die entsprechenden Ausbildungsaufgaben übernahmen davor der Kreuzer Caio Duilio (1980–1990), der Zerstörer San Giorgio (1965–1980) und der Kreuzer Raimondo Montecuccoli (1949–1964).